# Champey-sur-Moselle
Pour l’article homonyme, voir Champey.
Champey-sur-Moselle est une commune française située dans le département de Meurthe-et-Moselle en région Grand Est.

## Géographie

### Localisation
Champey-sur-Moselle est située dans la vallée de la Moselle, à cinq kilomètres au nord de Pont-à-Mousson.
|           | Vittonville         | Lorry-Mardigny Moselle   |
| Vandières | Champey-sur-Moselle | Bouxières-sous-Froidmont |
|           | Pont-à-Mousson      |                          |

### Topographie
La commune s'est organisée le long de l'axe principal et s'appuie sur un coteau, sous la butte du Froidmont. Son extension est limitée par un très modeste ban communal (242 hectares) et son exposition aux risques d'inondations et de glissements de terrain.

### Géologie
Champey-sur-Moselle est située sur le penchant d'un coteau où l'on voit les premières masses de l'oolithe, mais composées, en majeure partie, de marnes et de lias.

### Hydrographie
La commune est dans le bassin versant du Rhin au sein du bassin Rhin-Meuse. Elle est drainée par la Moselle,.
La Moselle, d'une longueur totale de 560 kilomètres dont 314 kilomètres en France, prend sa source dans le massif des Vosges au col de Bussang et se jette dans le Rhin à Coblence en Allemagne. 

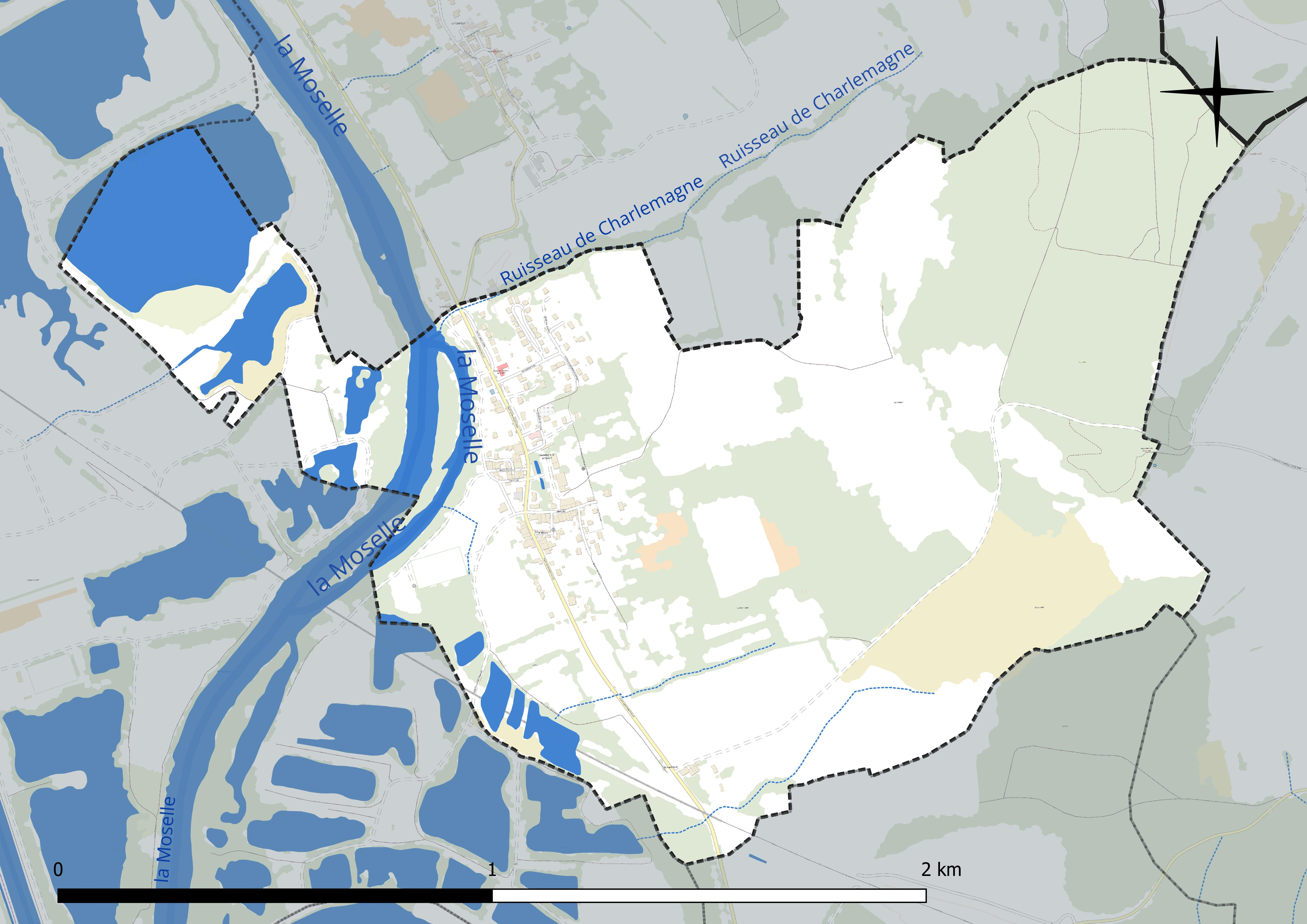
Réseau hydrographique de Champey-sur-Moselle.

### Climat
Pour des articles plus généraux, voir Climat du Grand Est et Climat de Meurthe-et-Moselle.
En 2010, le climat de la commune est de type climat des marges montargnardes, selon une étude du Centre national de la recherche scientifique s'appuyant sur une série de données couvrant la période 1971-2000. En 2020, Météo-France publie une typologie des climats de la France métropolitaine dans laquelle la commune est exposée à un climat semi-continental et est dans la région climatique  Lorraine, plateau de Langres, Morvan, caractérisée par un hiver rude (1,5 °C), des vents modérés et des brouillards fréquents en automne et hiver. 
Pour la période 1971-2000, la température annuelle moyenne est de 9,5 °C, avec une amplitude thermique annuelle de 16,6 °C. Le cumul annuel moyen de précipitations est de 810 mm, avec 12,1 jours de précipitations en janvier et 9,1 jours en juillet. Pour la période 1991-2020, la température moyenne annuelle observée sur la station météorologique de Météo-France la plus proche, « Nonsard », sur la commune de Nonsard-Lamarche à 22 km à vol d'oiseau, est de 10,7 °C et le cumul annuel moyen de précipitations est de 690,8 mm. 
La température maximale relevée sur cette station est de 40,1 °C, atteinte le 25 juillet 2019 ; la température minimale est de −17 °C, atteinte le 1er mars 2005,,. 
Les paramètres climatiques de la commune ont été estimés pour le milieu du siècle (2041-2070) selon différents scénarios d'émission de gaz à effet de serre à partir des nouvelles projections climatiques de référence DRIAS-2020. Ils sont consultables sur un site dédié publié par Météo-France en novembre 2022.

## Urbanisme

### Typologie
Au 1er janvier 2024, Champey-sur-Moselle est catégorisée commune rurale à habitat dispersé, selon la nouvelle grille communale de densité à sept niveaux définie par l'Insee en 2022.
Elle est située hors unité urbaine. Par ailleurs la commune fait partie de l'aire d'attraction de Pont-à-Mousson, dont elle est une commune de la couronne,. Cette aire, qui regroupe 16 communes, est catégorisée dans les aires de moins de 50 000 habitants,.

### Occupation des sols
L'occupation des sols de la commune, telle qu'elle ressort de la base de données européenne d’occupation biophysique des sols Corine Land Cover (CLC), est marquée par l'importance des territoires agricoles (67 % en 2018), en diminution par rapport à 1990 (69,3 %). La répartition détaillée en 2018 est la suivante : prairies (39,3 %), zones agricoles hétérogènes (25,1 %), forêts (20,4 %), eaux continentales (12,2 %), terres arables (2,6 %), mines, décharges et chantiers (0,3 %). L'évolution de l’occupation des sols de la commune et de ses infrastructures peut être observée sur les différentes représentations cartographiques du territoire : la carte de Cassini (XVIIIe siècle), la carte d'état-major (1820-1866) et les cartes ou photos aériennes de l'IGN pour la période actuelle (1950 à aujourd'hui).

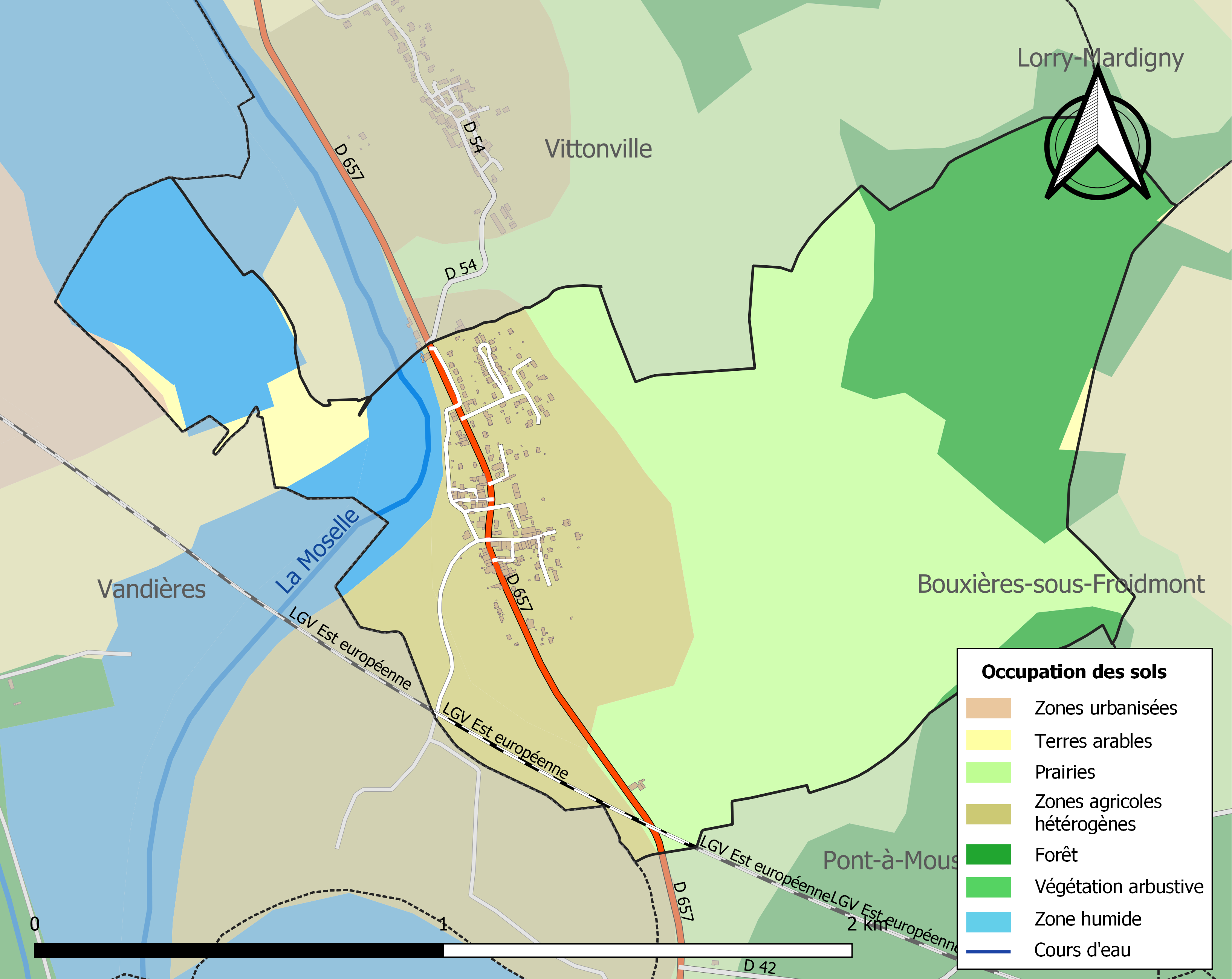
Carte des infrastructures et de l'occupation des sols de la commune en 2018 (CLC).

## Toponymie
Le nom de la localité est attesté sous les formes « Villa que vocatur Campels, in comitatu Sarpontensi » (918) ; Ludo de Campis (1130) ; Champelz (1318) ; Champeilz (1333) ; Champel (1498) ; Champé (1594) ; Champé-sur-Moselle (1709).

Pluriel de l'oïl champel « petit champ », -els devient -eis , -ei.
La Moselle Musel en luxembourgeois, Mosel en allemand est une rivière du nord-est de la France, du Luxembourg et de l'ouest de l'Allemagne, affluent en rive gauche du Rhin. Elle donne son nom à deux départements français : la Moselle et la Meurthe-et-Moselle.

## Histoire
Champey-sur-Moselle (autrefois Champeix puis Champé ou Champel) fut une petite seigneurie dont l'un des seigneurs fut Charles Le Pois, médecin du duc de Lorraine et doyen de la Faculté de médecine de Pont-à-Mousson. Dans un article consacré à la commune dans l'ouvrage de M. Henri Lepage intitulé « Le Département de la Meurthe, Statistique, Historique et Administrative », publié en 1845, le village y est décrit comme reproduit ci-dessous :
« Champey (Champel), village de l'ancien duché de Lorraine, sur la rive droite de la Moselle, route royale no 57 de Metz à Besançon, à 36 kilomètres nord-nord-ouest de Nancy, chef-lieu de l'arrondissement, 6 kilomètres au nord de Pont-à-Mousson, chef-lieu du canton. Annexe de Vittonville.

Population : 292 habitants, 29 électeurs censitaires, dix conseillers municipaux, 54 feux. Nombre d'enfants : cinquante en hiver, point en été.

Surface territoriale de 244 hectares : 114 hectares en terres labourables, 40 hectares en prés, 1 hectare en bois, 26 hectares en vignes. Moulin à grains et carrière de pierres. Lettres par Pont-à-Mousson.
Ancienne population : 1710 : 42 habitants ; 1802 : 212 habitants ; 1822 : 280 habitants.

Ancienne division : 1594 : prévôt de Prény, bailli de Nancy ; 1751 : bail. et maît. de Pont-à-Mousson, généralité de Nancy, cout. de Lorraine ; 1790, canton de Morville, district de Pont-à-Mousson.

Spirituel : Diocèse de Metz.
Le village de Champey, où il y avait une maison forte et seigneuriale, faisait partie du marquisat de Pont-à-Mousson. Le premier titre où il en soit parlé est de 1333 : à cette époque, la vouerie de Champey appartenait à Ancillon du Pont, ancien bailli de Saint-Mihiel. Le duc René, après la guerre qu'il eut avec les Messins, confisqua ce que Michel Le Gournay et Pierre Baudoche, qui avaient refusé de se joindre à lui, possédaient en fief à Champey, Vittonville et Domesnils, et le donna à Gilles Tillon. Enfin, en 1603, Charles III fit don de cette seigneurie au célèbre Chares Le Pois, son médecin, en échange d'une rente de 300 francs sur la saline de Dieuze. En 1779, dit Durival, on fit un pont de 10 pieds d'ouverture et de 19 pieds de hauteur sur le ruisseau qui se jette dans la Moselle à Champey. François Gauvin, natif de Champey, en acheta la seigneurie en 1663.
M. le vicomte de Beaurepaire, propriétaire à Champey, et agriculteur zélé, y cultive 17 hectares de terres pour lesquelles il a adopté l'assolement de quatre années, savoir : 1.° plantes sarclées fumées ; 2.° avoine ou orge ; 3.° trèfle ou vesces ; 4.° blé. Moitié seulement de la 3.°sole est semée en trèfle, l'autre moitié en vesces ; de telle sorte que le tyrèfle ne revient que tous les huit ans sur le même terrain. M. de Beaurepaire élève aussi des bêtes à cornes qui ont figuré avec succès dans les concours ouverts par la Société centrale d'Agriculture de Nancy.
Champey (Ruisseau du Moulin de). Il a sa source au-dessus de Vittonville, passe sur le territoire de cette commune et sur celui de Champey, où il alimente un moulin, soit un cours de 1 400 mètres, et va se perdre dans la Moselle. »

Village de pêcheurs, Champey subit à plusieurs reprises les outrages de la guerre et le village connut une forte occupation de l'armée allemande, installée sur la butte du Froidmont. Village-frontière avec l'Allemagne entre 1871 et 1918, de nombreux éléments architecturaux et cartes postales anciennes témoignent de ce passé. Les registres d'état-civil de cette époque, où les douaniers étaient nombreux dans la commune, en sont également le reflet. »

## Politique et administration
| Période                                  | Période                   | Identité                                          | Étiquette | Qualité                                    |
| ---------------------------------------- | ------------------------- | ------------------------------------------------- | --------- | ------------------------------------------ |
| Les données manquantes sont à compléter. |                           |                                                   |           |                                            |
| 1977                                     | juin 1995                 | Armand Vachon (1940-2021)                         |           | Chef cuisinier                             |
| juin 1995                                | mars 2008                 | Catherine Boursier (°1953)                        | PS        | Cadre de la fonction publique territoriale |
| mars 2008                                | En cours (au 23 mai 2020) | Jean-Marie Milano, Réélu pour le mandat 2020-2026 |           | Artisan                                    |

## Population et société

### Démographie
L'évolution du nombre d'habitants est connue à travers les recensements de la population effectués dans la commune depuis 1793. Pour les communes de moins de 10 000 habitants, une enquête de recensement portant sur toute la population est réalisée tous les cinq ans, les populations de référence des années intermédiaires étant quant à elles estimées par interpolation ou extrapolation. Pour la commune, le premier recensement exhaustif entrant dans le cadre du nouveau dispositif a été réalisé en 2005.

En 2022, la commune comptait 316 habitants, en évolution de −9,46 % par rapport à 2016 (Meurthe-et-Moselle : −0,13 %, France hors Mayotte : +2,11 %).
| 1793 | 1800 | 1806 | 1821 | 1831 | 1836 | 1841 | 1846 | 1851 |
| ---- | ---- | ---- | ---- | ---- | ---- | ---- | ---- | ---- |
| 203  | 212  | 258  | 264  | 268  | 290  | 292  | 271  | 251  |

| 1856 | 1861 | 1872 | 1876 | 1881 | 1886 | 1891 | 1896 | 1901 |
| ---- | ---- | ---- | ---- | ---- | ---- | ---- | ---- | ---- |
| 259  | 247  | 272  | 259  | 238  | 232  | 216  | 221  | 220  |

| 1906 | 1911 | 1921 | 1926 | 1931 | 1936 | 1946 | 1954 | 1962 |
| ---- | ---- | ---- | ---- | ---- | ---- | ---- | ---- | ---- |
| 184  | 175  | 151  | 140  | 161  | 158  | 156  | 145  | 173  |

| 1968 | 1975 | 1982 | 1990 | 1999 | 2005 | 2006 | 2010 | 2015 |
| ---- | ---- | ---- | ---- | ---- | ---- | ---- | ---- | ---- |
| 210  | 200  | 268  | 324  | 324  | 312  | 317  | 347  | 351  |

| 2020 | 2022 | - | - | - | - | - | - | - |
| ---- | ---- | - | - | - | - | - | - | - |
| 326  | 316  | - | - | - | - | - | - | - |

## Économie
C'est une commune qui a conservé son caractère rural, même si, comme toutes les communes proche d'une ville moyenne connaissant un phénomène de rurbanisation, elle voit aujourd'hui sa population s'enrichir de nouveaux habitants. La commune a également su sauvegarder son école et un café ce qui, avec les animations que proposent la municipalité et les associations locales, lui permet encore d'éviter de devenir un village "dortoir". Une exploitation agricole, spécialisée dans l'élevage d'ovins et de caprins, et quatre entreprises artisanales composent son tissu économique.

## Culture locale et patrimoine

### Lieux et monuments
- Château début XVIIe siècle par Charles Le Pois, agrandi au XVIIIe siècle ; colombier.
- Viaduc de la Moselle, plus long viaduc (1 500 mètres) de la LGV Est européenne, partagé avec la commune voisine de Vandières, située sur l'autre rive de la Moselle.
- Église Saint-Pierre, datant du XIXe siècle.

### Personnalités liées à la commune
- Charles Le Pois, médecin du duc de Lorraine et doyen de la faculté de médecine de Pont-à-Mousson, fut seigneur de Champey. Il périt en 1633 pendant la grande peste de Nancy.

### Héraldique, logotype et devise
| Blason de Champey-sur-Moselle | Blason  | D'azur à la fasce ondée d'argent chargée d'un triangle de gueules et accompagnée de trois molettes d'or. |
| Blason de Champey-sur-Moselle | Détails | Le statut officiel du blason reste à déterminer.                                                         |